# セオドア・コミサルジェフスキー
セオドア・コミサルジェフスキー(全名　Fedor   Fedorovich   Komissarzhevskii、1886年6月4日 - 1954年4月16日)は、イギリスで活躍したロシアの演出家。ヴェラ・コミサルジェフスカヤは姉。

## 略歴
1886年にベネチアで生まれ、ロシア革命から2年たった1919年、イギリスに渡り多くのロシア戯曲を演出。特にチェーホフ作品の演出でイギリス演劇に大きな影響を与えた。1954年4月16日にダーリエンにて69歳で死去。

## 主な著書
1916年　俳優とスタニスラフスキー理論(The Actor and  the  the  Theory  of   stanislavsky)
1929年　私と演劇
1935年　The  Theatre  changing  civili  zation
ほか多数